# Боланде
Боланде́ (фр. Beaulandais) — колишній муніципалітет у Франції, у регіоні Нормандія, департамент Орн. Населення — 154 осіб (2011).
Муніципалітет був розташований на відстані близько 220 км на захід від Парижа, 75 км на південь від Кана, 50 км на захід від Алансона.

## Історія
До 2015 року муніципалітет перебував у складі регіону Нижня Нормандія. Від 1 січня 2016 року належав до нового об'єднаного регіону Нормандія.
1 січня 2016 року Боланде, Ла-Барош-су-Люсе, Жувіньї-су-Анден, Лоре, Люсе, Сен-Дені-де-Вільнетт i Сет-Форж було об'єднано в новий муніципалітет Жувіньї-Валь-д'Анден.

## Демографія
Динаміка населення (INSEE ):
Розподіл населення за віком та статтю (2006):
| Стать | Всього | До 15 років | 15-24 | 25-44 | 45-64 | 65-85 | Понад 85 |
| --- | ------ | ----------- | ----- | ----- | ----- | ----- | -------- |
| Чоловіки | 68     | 16          | 8     | 8     | 20    | 16    | 0        |
| Жінки | 64     | 12          | 4     | 16    | 12    | 20    | 0        |
| \| Статево-вікова піраміда \| Статево-вікова піраміда \| Статево-вікова піраміда \| \| ----------------------- \| ----------------------- \| ----------------------- \| \| Чоловіки \| Вік \| Жінки \| \| 0 \| 85 + \| 0 \| \| 8 \| 80-84 \| 8 \| \| 4 \| 75-79 \| 4 \| \| 0 \| 70-74 \| 4 \| \| 4 \| 65-69 \| 4 \| \| 4 \| 60-64 \| 4 \| \| 0 \| 55-59 \| 0 \| \| 4 \| 50-54 \| 0 \| \| 12 \| 45-49 \| 8 \| \| 8 \| 40-44 \| 8 \| \| 0 \| 35-39 \| 8 \| \| 0 \| 30-34 \| 0 \| \| 0 \| 25-29 \| 0 \| \| 4 \| 20-24 \| 4 \| \| 4 \| 15-20 \| 0 \| \| 8 \| 10-14 \| 8 \| \| 8 \| 5-9 \| 4 \| \| 0 \| 0-4 \| 0 \| |        |             |       |       |       |       |          |
| Статево-вікова піраміда |        |             |       |       |       |       |          |
| Чоловіки | Вік    | Жінки       |       |       |       |       |          |
| 0 | 85 +   | 0           |       |       |       |       |          |
| 8 | 80-84  | 8           |       |       |       |       |          |
| 4 | 75-79  | 4           |       |       |       |       |          |
| 0 | 70-74  | 4           |       |       |       |       |          |
| 4 | 65-69  | 4           |       |       |       |       |          |
| 4 | 60-64  | 4           |       |       |       |       |          |
| 0 | 55-59  | 0           |       |       |       |       |          |
| 4 | 50-54  | 0           |       |       |       |       |          |
| 12 | 45-49  | 8           |       |       |       |       |          |
| 8 | 40-44  | 8           |       |       |       |       |          |
| 0 | 35-39  | 8           |       |       |       |       |          |
| 0 | 30-34  | 0           |       |       |       |       |          |
| 0 | 25-29  | 0           |       |       |       |       |          |
| 4 | 20-24  | 4           |       |       |       |       |          |
| 4 | 15-20  | 0           |       |       |       |       |          |
| 8 | 10-14  | 8           |       |       |       |       |          |
| 8 | 5-9    | 4           |       |       |       |       |          |
| 0 | 0-4    | 0           |       |       |       |       |          |

## Економіка
2010 року серед 86 осіб працездатного віку (15—64 років) 69 були активними, 17 — неактивними (показник активності 80,2%, у 1999 році було 62,8%). З 69 активних мешканців працювали 63 особи (30 чоловіків та 33 жінки), безробітними було 6 (4 чоловіки та 2 жінки). Серед 17 неактивних 4 особи були учнями чи студентами, 7 — пенсіонерами, 6 були неактивними з інших причин.

У 2010 році в муніципалітеті числилось 74 оподатковані домогосподарства, у яких проживали 170,0 особи, медіана доходів виносила 16 506,5 євро на одного особоспоживача